# Gunung Bukulah
Gunung Bukulah är en kulle i Indonesien.   Den ligger i provinsen Aceh, i den västra delen av landet, 1 600 km nordväst om huvudstaden Jakarta. Toppen på Gunung Bukulah är 88 meter över havet.
Terrängen runt Gunung Bukulah är platt åt sydväst, men åt nordost är den kuperad. Runt Gunung Bukulah är det ganska glesbefolkat, med 38 invånare per kvadratkilometer. I omgivningarna runt Gunung Bukulah växer i huvudsak städsegrön lövskog.